# 稲部村
稲部村（いなべむら）は三重県員弁郡にあった村。現在の東員町北西部、員弁川の左岸にあたる。

## 地理
- 河川：員弁川、藤川、戸上川

## 歴史
- 1889年（明治22年）4月1日 - 町村制の施行により、北大社村・大木村・八幡新田の区域をもって発足。
- 1954年（昭和29年）11月3日 - 大長村・神田村と合併して東員村が発足。同日稲部村廃止。

## 交通
- 三重交通
  - 北勢線（現・三岐鉄道北勢線）
    - 北大社駅（現・北大社信号場） - 大木駅（1969年廃止）